# Nicella carinata
Nicella carinata är en korallart som beskrevs av Nutting 1910. Nicella carinata ingår i släktet Nicella och familjen Ellisellidae. Inga underarter finns listade i Catalogue of Life.